# Monpa
De Monpa is een etnische groepering in India en Tibet. Het woord "Monpa" betekent "volk van het land" in het Tibetaans.
Er zijn naar schatting 78.000 Monpas, waarvan 50.000 in de Indiase deelstaat Arunachal Pradesh, ongeveer 25.000 in China (voornamelijk in Tibet) en 3000 in Bhutan. De 50.000 Monpas in India wonen voornamelijk in het district Tawang waar ze ongeveer 97% van de bevolking vormen, en in het district West-Kameng waar ze ongeveer 77% van de bevolking vormen. In India worden ze tot de Adivasi (scheduled tribes) gerekend. In China wonen ze voornamelijk in het district Tshona in Tibet waar ze Menbas worden genoemd.
De meeste Monpas behoren tot de school gelug binnen het Tibetaans boeddhisme, en tot de bön. De taal is een onderdeel van de Tibeto-Birmaanse talen, maar is duidelijk anders dan het gebruikelijke dialect in Tibet en wordt met het Tibetaanse schrift geschreven.
De Monpas worden in de volgende zes groeperingen onderverdeeld:
- Tawang Monpa
- Dirang Monpa
- Lish Monpa
- Bhut Monpa
- Kalaktang Monpa
- Panchen Monpa